# 帕拉田徑
帕拉田徑（Para-athletics），是由身心障礙者參加的田徑運動，為帕拉林匹克運動會的競賽運動種類之一。帕拉田徑比賽項目與身體健全者幾乎相同，除了輪椅競速和擲棒兩個項目例外，這是帕拉田徑特有的。這項運動有不同的稱呼，包括殘疾田徑、殘疾人田徑和殘奧田徑聞名。頂級運動員可以稱為「殘疾精英運動員」。
參賽者通常分為三大類：聾啞運動員、身體殘疾運動員和智力殘疾運動員。聾啞運動員通常會相互競爭，而身體和智力殘疾的運動員通常會接受評估並被歸類為殘疾人運動員，將具有相似能力水平的運動員歸為一類。

## 分組
精英級別的比賽會依照其殘障情形來區分，讓有相近殘疾情形的運動員可以一起競賽。例如代表性的T12田徑，是針對視力障礙運動員的徑賽。
- F = 田賽
- T = 徑賽
- 11–13 – 視力障礙，配合視力正常的引導者（sighted guide）進行。
- 20 – 智力障礙
- 31–38 – 腦性麻痺
- 40–46 – 截肢及其他（包括侏儒症的運動員）
- 51–58 – 輪椅

在轮椅竞速比賽中，運動員是用較輕的竞速轮椅進行比賽。大部份主要的马拉松會有轮椅組，其他跑者則是用雙腿完成比賽。

## 比賽項目
帕拉林匹克運動會競賽項目如下。請注意，並非所有賽事都可能出現在特定錦標賽中，而且並非所有賽事都對所有類別開放：
| 徑賽              | 徑賽         | 徑賽           | 徑賽                    | 公路賽 | 田賽               | 田賽                | 混合項目 |
| 短跑              | 中長跑       | 長跑           | 接力賽跑                | 公路賽 | 跳躍               | 投擲                | 混合項目 |
| ----------------- | ------------ | -------------- | ----------------------- | ------ | ------------------ | ------------------- | -------- |
| 100米 200米 400米 | 800米 1500米 | 5000米 10000米 | 4×100米接力 4×400米接力 | 馬拉松 | 跳遠 三級跳遠 跳高 | 鉛球 鐵餅 標槍 擲棒 | 五項全能 |

例如盲人在2020年夏季帕拉林匹克運動會上只有34個項目而非常規上66個項目。

## 另見
- 夏季帕拉林匹克運動會田徑比賽